# ロニー・サンダース
ロニー・サンダース Loni Sanders（本名Jennifer Lynn Wren、1958年1月12日 - ）は、アメリカ合衆国カリフォルニア州ロサンゼルス出身の元ポルノ女優、アダルトモデル。アメリカ人の父と日本人の母の間に生まれた。

## 経歴
彼女は当時人気のあった成人雑誌カメラマン、ルパート・デインズに見出され、1979年からロニー・サンダースの名でグラマーモデルとしての経歴を開始し、「ジェネシス (Genesis) 」「スワンク (Swank) 」「ギャラリー (Gallery) 」などの男性誌を彩った。しかし彼女は今なお、「ペントハウス」誌の1980年4月号に掲載された、"Haiku"（俳句 - 両親が彼女につけたあだ名）として最も知られている（但しペントハウス・ペットではなかった）。
1980年に、彼女はポルノ映画スター（そして後の夫）、マイク・レンジャーと知り合い、ソフトコアを経てハードコアポルノ映画の世界に入った。彼女は当初はレンジャーや他の女優と絡んだが、後には他の男優とも同様に演じ始めた。
レンジャーと別れた後、彼女は新しい恋人であるスティーブ・ハーシュが所有するビビッド・エンターテインメントのプロダクション・マネージャーになるため、1984年に引退した。その後はジンジャー・リンの映画で時折性行為抜きのカメオ出演をするのみとなった。彼女は1997年にハーシュと別れた。2008年現在、彼女はメトロ・スタジオの元ヘッドであった、ボーイフレンドのマルコとロサンゼルスに住んでいる。
サンダースはAVN殿堂とXRCO殿堂のメンバーである。

## 主な出演作
- 1980年 - 『Kiss and Tell  』
- 1980年 - 『エレクト・クィーン (Sexboat) 』
- 1981年 - 『8時から4時まで/U.S.A.セクレタリー・ポルノ (8 to 4) 』
- 1981年 - 『センセーション/ザ・名器 (Never So Deep) 』
- 1982年 - 『ビッグ・ヒップ/放蕩女 (Every Which Way She Can) 』
- 1982年 - 『ワイルド・ポルノ/みだらに後ろから (Summer of '72) 』
- 1982年 - 『マラスタシー/淫精 (Beauty) 』

## 受賞歴
- AVN殿堂顕彰
- XRCO殿堂顕彰(2007年)